# 松野村
松野村（まつのむら）は静岡県の中部、庵原郡に属していた村である。
現在の富士市の富士川西岸のうち北西部、南松野・北松野・中野台にあたる。

## 地理
- 山：雨乞山、嵐山
- 河川：富士川

## 歴史
- 1889年（明治22年）4月1日 - 町村制の施行に伴い、南松野村と北松野村が合併して松野村が発足。
- 1957年（昭和32年）4月1日 - 松野村が富士川町に編入される[1]。

## 教育
- 松野村立松野小学校[2]（現：富士川第二小中一貫校 松野学園 小学部）
- 松野村立松野中学校（現：富士川第二小中一貫校 松野学園 中学部）

## 交通

### 道路
- 県道富士川万沢線[3]

## 出身・ゆかりのある人物
- 神戸寅次郎（法学博士、慶應義塾大学法学部長）